# 慶和駅 (慶尚南道)
慶和駅（キョンファえき）は大韓民国慶尚南道昌原市鎮海区にある、韓国鉄道公社（KORAIL）鎮海線の駅である。

## 駅構造
- 島式ホーム1面1線の地上駅。

## 歴史
- 1926年11月11日：開業[1]。
- 1984年6月1日：無配置無人駅に格下げ。
- 2006年11月1日：旅客扱い中止。
- 2009年3月28日 - 4月5日：鎮海軍港祭のために一時的に旅客営業再開。

## 隣の駅
韓国鉄道公社
鎮海線
聖住寺駅 - 慶和駅 - 鎮海駅